# Mirella Romero Recio
Mirella Romero Recio (27 de diciembre de 1969) es una historiadora y profesora universitaria española. Sus trabajos se han centrado en el estudio de la religiosidad de los navegantes griegos. También ha trabajado en la Historia antigua de la península ibérica y, en la actualidad, su actividad preferente se orienta hacia los estudios de recepción de Pompeya y Herculano en España y América Latina. Desde 2012 es académica correspondiente de la Real Academia de la Historia

## Biografía
Romero Recio es Catedrática de Historia Antigua en el Departamento de Humanidades: Historia, Geografía y Arte en la Universidad Carlos III de Madrid. Se licenció en Geografía e Historia en la Universidad Complutense, donde también se doctoró en 1999, con una tesis donde analizaba las manifestaciones religiosas de los navegantes durante el mundo griego antiguo, a través del estudio de los espacios (santuarios) y los tiempos (fiestas religiosas). Más tarde amplió sus estudios en centros de investigación de Cambridge, Oxford o París con más de 70 artículos en revistas científicas y editoriales de prestigio. Desde 1995 trabaja en varios proyectos de investigación y es la investigadora principal del proyecto del Plan Nacional financiado por el Ministerio de Ciencia e Innovación  “Recepción e influjo de Pompeya y Herculano en España e Iberoamérica”.

### Libros[5][2][6]
- Cultos marítimos y religiosidad de navegantes en el mundo griego antiguo, British Archaeological Reports. International Series, 897, Oxford, 2000;
- Viajeros españoles en Pompeya (1748-1936). Ecos de un descubrimiento. Madrid. Ediciones Polifemo, 2012. ISBN 978-84-96813-76-2
- Pompeya. Vida, muerte y resurrección de la ciudad sepultada por el Vesubio, Buenos Aires, Editorial El Ateneo, La Esfera de los libros, 2014[7]
- Historias antiguas. Libros sobre la antigüedad en la España del siglo XVIII. San Sebastián de los Reyes (Madrid).Actas, 2005. ISBN 84-9739-053-9

### Cargos en la universidad
- Desde 2010 hasta 2015 ha sido la secretaria de la Facultad de Humanidades, Comunicación y Documentación en la Universidad Carlos III de Madrid.

- Entre 2004 y 2010 secretaria académica del Instituto de Historiografía “Julio Caro Baroja” de la Universidad Carlos III de Madrid.

- Entre 2016 y 2019 vicerrectora adjunta al Vicerrectorado de Estudios .

- Es directora de la Escuela de Postgrado de Humanidades y Comunicación de la Universidad Carlos III, codirectora de la Revista de Historiografía y directora de los Anejos de la Revista de Historiografía.

## Premios y reconocimientos
- Premio Virgen del Carmen al mejor estudio de Historia Naval que convoca el Instituto de Historia y Cultura Naval en dos ocasiones, en 1995 y 1999.[8]

- Premio de Excelencia Jóvenes investigadores 2010 convocado por el Consejo Social de la Universidad Carlos III de Madrid y el Banco de Santander.[9]

- Desde 2012 es académica correspondiente de la Real Academia de la Historia.[10]